# Kernia retardata
Kernia retardata är en svampart som beskrevs av Udagawa & T. Muroi 1981. Kernia retardata ingår i släktet Kernia och familjen Microascaceae.   Inga underarter finns listade i Catalogue of Life.